# Cântat difonic
Cântatul difonic — cunoscut și sub numele de cântat armonic sau cântat  din gât — este un mod de a cânta în care interpretul vocal creează rezonanțe (sau formanți) prin trecerea aerului din plămâni prin corzile vocale spre buze pentru a produce o melodie.

Armonicile frecvenței de bază a unui sunet produs de vocea umană pot fi selectiv amplificate prin schimbarea formei cavității rezonante a gurii, a laringelui și a faringelui. Această modulare a rezonanței permite interpretului să creeze aparent mai mult de un ton (frecvența de bază plus una sau două frecvențe armonice), în același timp când, de fapt, corzile vocale emit o singură frecvență, de bază. 
„Fiecare notă este ca un curcubeu de sunete. Când treci un fascicul de lumină printr-o prismă, obții un curcubeu. Te gândești la un curcubeu de sunete când cânți o notă. Dacă vă puteți folosi gâtul ca pe o prismă, puteți produce curcubeul - prin poziționarea gâtului într-un anumit mod, ceea ce va da naștere la seria armonică, notă cu notă.”

## Asia

### Mongolia și Buriatia
Se crede că arta de a cânta din gât provine din Mongolia de sud-vest. 
Cel mai frecvent stil, khöömii (scris în chirilică ca Хөөмий) sau Hoomei, poate fi împărțite în următoarele categorii:
- uruulyn / labial khöömii
- tagnain / palatal khöömii
- khamryn / nazal khöömii
- bagalzuuryn, khooloin / glotal, khöömii din gât
- tseejiin khondiin, khevliin / khöömii din piept sau din stomac
- turlegt sau khosmoljin khöömii / khöömii combinat cu cântec lung

Mongolii cântă, de asemenea, multe alte stiluri, cum ar fi "karkhiraa" (literal "mormăitul") și "isgeree".
Multe dintre aceste stiluri sunt, de asemenea, practicate în Tuva (Siberia), Altai, Tibet, Peninsula Ciukotka, Uzbekistan, Kazahstan, Pakistan, Iran, Afganistan, Hokkaido (Japonia).

## Europa

### Sardinia
Pe insula Sardinia (Italia), în special în subregiunea Barbagia, unul dintre cele două stiluri diferite de cântat polifonic este marcată de utilizarea vocii guturale (din gât). Acest tip de cântec este numit a tenore. Celălalt stil, cunoscut sub numele de cuncordu, nu folosește gâtul. A tenore este practicat de grupuri de patru cântăreți de sex masculin, fiecare având un rol distinct;  'oche-ul  sau boche-ul (pronunțat /oke/ sau /boke/, "vocea") este solo voce, în timp ce  mesu 'oche  sau mesu boche ("jumătate de voce"), contra ("împotrivă") și bassu ("joasă") – enumerate în ordinea descrescătoare a tonului – formează un cor (un alt sens al tenore). Boche și mesu boche cântă cu o voce obișnuită, în timp ce contra si bassu cântă cu o tehnică care implică laringele. În 2005, Unesco a clasificat  cantu a tenore patrimoniu intangibil mondial. Printre cele mai cunoscute grupuri de a tenore sunt Tenores di Bitti, Tenores de Orosei, Tenores di Oniferi și Tenores di Neoneli.

### Europa de Nord
Populația Sami din părțile nordice ale Suediei, Norvegiei, Finlandei și din Peninsula Kola din Rusia, au un gen numit yoik.

Tipul acesta de cântat se mai întâlnește și în: Bașkortostan (Rusia), Canada (la inuiți), Africa de Sud (tribul Xhosa),
O tehnică de vocalizare în fluier poate fi, găsit în muzica populară în vestul Balcanilor și chiar în Ungaria.
Mai mulți compozitori contemporan clasici au încorporate în lucrările lor cântatul difonic. Karlheinz Stockhausen a fost printre primii, cu Stimmung în 1968. "Melodii din Viața trecută" pentru corul SATB a compozitorului australian Sarah Hopkins (b. 1958) solicită, de asemenea, această tehnică. În Water Passion after St. Matthew de Tan Dun, soprana și soliștii bași cântă într-o varietate de tehnici, inclusiv cântatul din gât de tip mongol.
Sunete armonice poate fi auzite și în humwhistle (fluieratul zumzet). Un humwhistle, sau altfel cunoscut sub numele de "whistle-hum," creează o tonalitate înaltă și una joasă simultan. Sunetul pe două tonuri amintește și yodeling, acest mod de a cânta din Tirol (Austria).

### India
Etnomusicologul John Levy a înregistrat un cântăreț Rajasthani care a folosit tonuri care imitau sunetele unei drâmbe sau a unui fluier dublu. 